# Палау
Пала́у (англ. Palau о файле/pəˈlaʊ/; палау Belau, яп. パラオ), официальное название — Респу́блика Пала́у (палау Beluu er a Belau, англ. Republic of Palau, яп. パラオ共和国) — островное государство, ассоциированное с США, в Филиппинском море Тихого океана, расположенное в 800 км к востоку от Филиппин и к северу от Индонезии.
Столица страны — Нгерулмуд (штат Мелекеок). Есть международный аэропорт.
Страна состоит из 16 штатов. Согласно данным переписи 2005 года, население страны составляло около 19 907 человек; в 2008 году — 20,9 тыс., оценка на июль 2014 — 21 186, в 2015 — 21 271.
Государственный язык палауский, официальным является также английский, кроме них официальный статус в отдельных штатах имеют и другие языки, включая японский. Основная религия — христианство (католики и протестанты). Около 8,7 % населения исповедуют местные верования, синкретический культ модекнгеи.
Глава исполнительной власти — президент, законодательный орган — двухпалатное национальное законодательное собрание (сенат и палата делегатов).

## Этимология
Название островов на палауском языке, вероятно, происходит от слова beluu («деревня»), или от aibebelau («косвенные ответы»), относящегося к мифу о создании. В английский язык название «Палау» вошло из исп. Los Palaos через нем. Palau. Архаическим названием для островов на английском языке были «острова Пелью». «Палау» не следует путать с «Пулау» — словом из малайского языка, означающим «остров», встречающимся в нескольких географических названиях в регионе.

## География
Государство представляет собой архипелаг, состоящий из 328 островов общей площадью 458 км², относится к Микронезии. Климат тропический, сезон дождей длится с мая по ноябрь. Средняя температура на островах — +24—28 °C.
В прибрежных водах обитают 1500 видов тропических рыб, множество редких млекопитающих. Также, по данным экологов, у берегов Палау обитают 130 видов акул из числа тех, которым грозит вымирание. В 1995 году Международный комитет морских биологов и специалистов по охране природы объявил Палау подводным чудом света. В тропических садах и лесах Палау растут орхидеи и множество экзотических цветов, а также живут около 50 видов птиц. На острове Эйл-Малк есть популярное среди туристов озеро Медуз, в котором обитают миллионы медуз.

## История
Архипелаг Палау — западная часть Каролинских островов.
Острова Палау были заселены в III—II тысячелетиях до н. э., видимо, выходцами с Филиппин. До XII века здесь жило население, близкое к негритосам, но их вытеснили выходцы с Зондских островов.
Первым европейцем, увидевшим острова Палау, был, вероятно, испанец Руи Лопес де Вильялобос в 1543 году. В 1686 году Испания объявила их своей собственностью, но ничего не сделала для того, чтобы колонизовать их.
В 1697 году выходцы с Палау достигли филиппинского острова Самар, где потерпели крушение. При общении с местным миссионером, чешским иезуитом Павлом Кляйном, они сложили карту островов Палау из гальки на местном пляже, из 87 камешков. Это вызвало интерес к островам у испанцев. Было предпринято несколько экспедиций с 1700 по 1711 год, которые сопровождались неудачами — то из-за стихии, то по другим причинам. Вследствие этой цепочки неудач в попытках достичь островов, Испания дала им название Islas Encantadas — «Зачарованные».
Контакты между островитянами и европейцами были установлены только в 1783 году, когда на рифах вблизи острова Улонг разбилось судно «Антилопа» английского капитана Генри Уилсона. Верховный вождь острова Корор Ибедул распорядился помочь в ремонте судна и отправил своего сына Лебуу на учёбу в Англию. Лебуу умер от болезни вскоре после приезда в Лондон. На Корор было направлено новое судно с подарками и товарами. За ним последовали и другие европейские торговцы. Великобритания стала важнейшим торговым партнёром Палау и оставалась им до тех пор, пока острова не были захвачены Испанией.
В 1885 году папа Лев XIII официально признал за Испанией право на Каролинские острова, включая Палау. Были построены 2 церкви, и священники-капуцины, направленные туда, добились прекращения вражды между отдельными деревнями и распространили письменность.
В 1899 году, после испано-американской войны и потери Филиппин, Испания продала Каролинские острова Германии, которая начала активно осваивать острова и эксплуатировать природные и человеческие ресурсы. В связи с тем, что жители Палау не имели иммунитета к заболеваниям, привезённым чужестранцами, островитяне погибали. Жители Палау страдали не только от завезённых недугов, но и от вмешательства в национальный уклад, традиции, религию.
В конце 1914 года, после начала Первой мировой войны, Япония захватила острова и получила в 1920 году от Лиги Наций мандат на управление ими (см. Южный Тихоокеанский мандат).
Во время Второй мировой войны острова были оккупированы американскими войсками в ходе Марианской операции.
С 1947 года Палау в составе Микронезии — под управлением США в качестве подопечной территории.
В 70-х и 80-х годах были попытки закрепить в конституции безъядерный статус Палау, что встретило противодействие США.
В ноябре 1993 года референдум на Палау одобрил статус Палау как «государства, свободно ассоциированного с США». 1 октября 1994 года провозглашена независимость Палау.
Договор о свободной ассоциации с США истёк в 2009 году. Он был возобновлён на обновлённых условиях в конце 2010 года.
В 2012 году Скалистые острова (Челбахеб) Палау были объявлены объектом всемирного наследия ЮНЕСКО.
В 2001—2009 и в 2013—2021 годах президентом страны был Томас Ременгесау, в период 2009—2013 год — Джонсон Торибионг. В 2020 году свою кандидатуру вновь выдвинул Сурангел Самуэль Уиипс Младший (баллотировался в 2016 году, но проиграл тогда Томасу Ременгесаусу) на президентских выборах и одержал победу, получив 57,4% голосов.
В 2015 году Палау стал членом Климатического форума под председательством Филиппин. В эти годы страна официально защитила 80 % своих водных ресурсов, став первой страной, которая сделала эти шаги. Защита её водных ресурсов привела к значительному росту экономики страны менее чем за два года. В 2018 году Палау и Филиппины начали восстанавливать свои экономические и дипломатические отношения. Филиппины поддержали Палау в решении быть государством-наблюдателем в АСЕАН, поскольку жители Палау также имеют этническое происхождение из Юго-Восточной Азии.

## Административно-территориальное устройство
Палау делится на 16 административно-территориальных единиц — штатов.
| 16 states of Palau | 16 states of Palau | 16 states of Palau     | 16 states of Palau | 16 states of Palau     | 16 states of Palau  |
| № | Штат               | Административный центр | Площадь, км²       | Население, чел. (2005) | Плотность, чел./км² |
| --- | ------------------ | ---------------------- | ------------------ | ---------------------- | ------------------- |
| Севернее Бабелтуапа |                    |                        |                    |                        |                     |
| 1 | Каянгел            | Каянгел                | 3                  | 188                    | 62,67               |
| Бабелтуап |                    |                        |                    |                        |                     |
| 2 | Аимелиик           | Монгами                | 52                 | 270                    | 5,19                |
| 3 | Аираи              | Нгеткиб                | 44                 | 2 723                  | 61,89               |
| 4 | Мелекеок           | Мелекеок               | 28                 | 391                    | 13,96               |
| 5 | Нгараард           | Улиманг                | 36                 | 581                    | 16,14               |
| 6 | Нгардмау           | Урдманг                | 47                 | 166                    | 3,53                |
| 7 | Нгаремленгуи       | Имеонг                 | 65                 | 317                    | 4,88                |
| 8 | Нгархелонг         | Менгелланг             | 10                 | 488                    | 48,80               |
| 9 | Нгатпанг           | Нгереклмадел           | 47                 | 464                    | 9,87                |
| 10 | Нгивал             | Нгеркеаи               | 26                 | 223                    | 8,58                |
| 11 | Нгхесар            | Нгерсуул               | 41                 | 254                    | 6,20                |
| Юго-западнее Бабелтуапа |                    |                        |                    |                        |                     |
| 12 | Ангаур             | Нгарамаш               | 8                  | 320                    | 40,00               |
| 13 | Корор              | Корор                  | 18                 | 12 676                 | 704,22              |
| 14 | Пелелиу            | Клоулклабед            | 13                 | 702                    | 54,00               |
| — | Челбахеб[≡]        | —                      | 47                 | —                      | —                   |
| Юго-Западные острова |                    |                        |                    |                        |                     |
| 15 | Сонсорол           | Донгосару              | 3                  | 100                    | 33,33               |
| 16 | Хатохобеи          | Хатохобеи              | 3                  | 44                     | 14,67               |
| | Палау              | Нгерулмуд[≡]           | 488                | 19 907                 | 40,79               |
| 1. Челбахеб не являются штатом и не входят в состав какого-либо штата. Площадь суши — 17 км²[^]. 2. Столица Палау перенесена из Корора в Нгерулмуд в штате Мелекеок 7 октября 2006 года[^]. |                    |                        |                    |                        |                     |

## Население
| Численность населения | Численность населения | Численность населения | Численность населения | Численность населения | Численность населения | Численность населения |
| 1980                  | 1990                  | 1995                  | 2000                  | 2005                  | 2015                  | 2016                  |
| --------------------- | --------------------- | --------------------- | --------------------- | --------------------- | --------------------- | --------------------- |
| 12 116                | ↗15 122               | ↗17 225               | ↗19 129               | ↗19 907               | ↘17 661               | ↗17 800               |

Численность населения — 20,9 тыс. (оценка на июль 2010).
Годовой прирост — 0,4 % (фертильность — 1,73 рождений на женщину).
Средняя продолжительность жизни — 68 лет у мужчин, 75 лет у женщин.
Грамотность — 92 %.
Этнический состав: палау — 72,5 % (14 438 чел.), филиппинцы — 16,3 % (3253 чел.), китайцы — 1,6 % (317 чел.), вьетнамцы — 1,6 % (321 чел.), другие азиаты — 3,4 % (675 чел.), белые — 0,9 % (186 чел.), каролинцы — 1,0 % (197 чел.), другие микронезийцы — 2,4 % (470 чел.), прочие — 0,3 % (50 чел.) (по переписи 2005 года).

### Языки
Языки: палау (государственный) — 62,1 % (12 354 чел.), английский — 14,4 % (2871 чел.), филиппинские языки — 10 % (2 000 чел.), китайский — 1,7 % (331 чел.), другие языки (по переписи 2005 года).
Официальные языки — палау и английский. В отдельных штатах статус официальных имеют другие языки: в Сонсороле — сонсорольский и английский, в Хатохобеи — тоби и английский, в Ангауре — палау, японский и английский. На Палау складывается собственный диалект английского.
Японский язык широко распространён на Палау как второй с тех времён, когда территория находилась под управлением Японии (1920—1944); он имеет официальный статус в штате Ангаур.

### Религиозный состав
По переписи 2005 года большинство верующих — католики 49,4 % (9 825 чел.), протестанты — 23,2 % (4 610 чел.), адвентисты седьмого дня — 5,3 % (1 046 чел.) и последователи религии модекнгеи — 8,7 % (1733 чел.). Последователи других религиозных течений (мормоны, Свидетели Иеговы) малочисленны (по переписи 2005 года).

## Государственное устройство
Палау — республика. Глава государства и правительства — президент, избираемый населением на 4-летний срок (допустимо переизбрание на второй срок подряд).
Парламент Палау — двухпалатный, состоит из Сената (13 членов, избираемых населением на 4 года) и Палаты делегатов (16 членов, избираемых населением на 4 года).
Политических партий нет.
Вооружённых сил нет.
В стране сохраняются, наряду с официальными, традиционные институты власти, имеются вожди северной и южной территорий Палау. Вождь южной территории, включающей наиболее развитый остров Корор, титул которого звучит как Ibedul, обычно считается и «королём» всего Палау. С официальной властью вожди взаимодействуют через Совет вождей — официальный консультативный орган.

## Внешняя политика и международные отношения

### Российско-палауские отношения
Дипломатические отношения между Россией и Палау были установлены 8 августа 2006 года.
28 ноября того же 2006 года в Нью-Йорке постоянные представители Российской Федерации и Республики Палау при ООН — Виталий Чуркин и Стюарт Бек — подписали совместное заявление об установлении дипломатических отношений между двумя странами на уровне послов. Послом России в Палау по совместительству является посол на Филиппинах. Интересы Палау в России представляет посольство США.

### Израильско-палауские отношения
Израиль был первой нетихоокеанской страной, которая установила дипломатические отношения с Палау после провозглашения независимости этой страны в 1994 году. Израиль голосовал за принятие Палау в ООН и предлагал государству финансовую помощь. Израильский МИД организовывал поездки сельскохозяйственных и рыболовных специалистов в Палау для обучения и тренировки местного населения. Посольство Израиля находится в Короре.

## Экономика
Основа экономики Палау — туризм (85 тыс. туристов в 2007 году, в 2016 году — 150 000 туристов, что на 70 % больше, чем в 2010 году), рыболовство, художественные ремёсла. В сельском хозяйстве культивируется кокосовая пальма и тапиока.
Объём ВВП — 250 млн $ (в 2017 году), в основном обеспечивается субсидиями от США. ВВП на душу населения — 8,1 тыс. долл. (119-е место в мире).
В 2016 году объём импорта составил 185,3 млн долл., экспорта — 24,1 млн долл., отрицательное сальдо внешней торговли составило почти 161,2 млн долл.
Экспортные товары за 2016 год — рыба и морепродукты (до 60 % от стоимости), суда и лодки (до 31 % от стоимости). Импорт — нефтепродукты (ок. 13 % от стоимости), пассажирские и грузовые суда (ок. 11 % от стоимости), прочая продукция машиностроения, рыба и другие продовольственные товары, лекарства.
Основные торговые партнёры по экспорту в 2016 году: Япония (14,1 млн долл.) — 58 %, Греция (7,4 млн долл.) — 31 %, США (1,27 млн долл.) — 5,2 %. Основные торговые партнёры по импорту в 2016 году: США (61,8 млн долл.) — 33 %, Япония (36,2 млн долл.) — 19 %, Сингапур (17 млн долл.) — 9,1 %.
Денежная единица — доллар США.
Входит в международную организацию Стран Африки, Карибского бассейна и Тихоокеанского региона.

## Раи
Острова Палау долгое время служили источником добычи камня для изготовления (эмиссии) особой денежной единицы — раи островов Яп. На самом Япе подходящего материала не имелось, поэтому камни раи изготавливали на Палау и доставляли плотами на Яп. Нередко при транспортировке многотонных денег люди погибали, однако это обстоятельство значительно повышало стоимость камня. Камни, которые при транспортировке тонули и лежали на дне моря, так же участвовали во всех финансовых сделках, как и те, что находились на суше.